# Liste der Monuments historiques in Stiring-Wendel
Die Liste der Monuments historiques in Stiring-Wendel führt die Monuments historiques in der französischen Gemeinde Stiring-Wendel auf.

## Liste der Bauwerke
| Bezeichnung           | Beschreibung                     | Standort                       | Kennzeichnung | Schutzstatus | Datum | Bild           |
| --------------------- | -------------------------------- | ------------------------------ | ------------- | ------------ | ----- | -------------- |
| Schacht Sainte-Marthe | Förderturm, 1849 bis 1852 erbaut | Rue de l’Ingénieur Kind (Lage) | PA00107076    | Inscrit      | 1992  | weitere Bilder |

## Liste der Objekte
| Bezeichnung                             | Beschreibung                                                                | Standort             | Kennzeichnung | Schutzstatus | Datum | Bild |
| --------------------------------------- | --------------------------------------------------------------------------- | -------------------- | ------------- | ------------ | ----- | ---- |
| Gemälde La Passerelle de Styring-Wendel | Ölfarbe auf Leinwand, vergoldeter Holzrahmen, 1877 von Alphonse de Neuville | in der Mairie (Lage) | PM57000365    | Classé       | 1984  |      |